# 세계거래소연맹
세계거래소연맹(영어: World Federation of Exchanges, WFE)은 세계 주요 거래소가 가입한 국제기구이다. 과거에는 국제증권거래소연합(Federation Internationaledes Bourses de Valeurs, FIBV)이라고 불렸다.
회원이 되려면 거래소가 WFE 회원 기준을 준수해야 한다. 후보가 된 거래소는 안전 점검에 따라 선정된다.
WFE는 2019년 4월 현재 70개의 거래소를 회원을 두고 있다.

## 같이 보기
- 거래소
  - 증권거래소